# Úmluva o zákazu biologických zbraní
Úmluva o zákazu biologických zbraní (v celém znění Úmluva o zákazu vývoje, výroby a hromadění zásob bakteriologických (biologických) a toxinových zbraních a o jejich zničení), jejíž text je dlouhý pouhé čtyři strany, byla první dohodou celoplošně zakazující jedno zbraňové odvětví. Vstoupila v platnost za účelem zabránění šíření a používání těchto zbraní jako hrozby. Dohoda byla výsledkem dlouhého úsilí o doplnění Ženevského protokolu z roku 1925, kvůli nedokonalostem je ale měněna její interpretace.
Dokument byl ustanoven 10. dubna 1972 v Ženevě, z iniciativy Velké Británie, ale vešel v platnost až 26. března 1975. Když vešel v platnost, byl ratifikován 22 zeměmi. Dohoda zahrnuje všechny mikrobiologické, toxinové a biologické zbraně, ať je jejich vývoj a výroba jakákoliv. Jedná se o velmi složité systémy, které šíří choroboplodné zárodky za účelem poškození organismu nebo zabití, zároveň se ale jedná i o mechanismy, které jsou potřebné k převedení a použití těchto zbraní. Tyto zbraně se v širším smyslu dají použít nejen proti lidem, ale i přírodě a potažmo tak mohou způsobit ekologické či zemědělské škody.
Během let se k dohodě přidalo 188 států, existuje pouze 13 států, které se k dohodě nepřidaly. Celá dohoda se týká zákazu vývoje, výroby, získání, převozu, uskladňování a použití biologických zbraní, při vstupu v platnost zahrnovala i jejich zničení. Od podepsání dohody, zvláště v letech posledních se zaměřením hlavně na dodržování úmluvy, se konaly hodnotící konference, mající za cíl posouzení plnění cílů této dohody, ke kterému se podepisující strany zavázaly, což je v důsledku pokroku a větších možností moderního poznání stále více obtížné. Celkově se konalo již devět konferencí, poslední devátá v roce 2022 v Ženevě.

## Historie

### Užití biologických zbraní v historii
Za vůbec první zdokumentované využití biologických zbraní v historii se pokládá taktika využívaná Chetity v 14. století př. n. l., kdy válečníci záměrně infikovali chronickou bakteriální tularémií své berany, které poté vysílali do stád nepřátel, čímž je před bitvou oslabili. Mnoho dalších národů poté využívalo biologických zbraní jako součástí svých bojových taktik, jako kupříkladu Mongolové při obléhání Kaffy roku 1346, kdy válečníci pomocí katapultů stříleli těla obětí moru přes hradby ve snaze nakazit obránce města, či Rusové využívající podobnou taktiku při obléhání švédské armády v estonském Revalu (dnes Tallin) roku 1710. Problematika těchto útoků je, že není možné dokázat, zdali byly útoky efektivní, nebo se mor roznesl v daných oblastech přirozeně.

### Moderní doba a snaha o regulace
Moderní éra biologických zbraní, spolu s počátkem snah o případnou regulaci, začíná až se založením mikrobiologie, kdy vědci Louis Pasteur, Robert Koch a jejich následovníci poukázali na potenciálně efektivnější využití biologických zbraní. Tato nebezpečí brzy získala mezinárodního uvědomění, což vedlo ke snaze regulace skrze mezinárodní deklarace, konkrétně tedy Bruselskou deklaraci z roku 1874 a následně Haagské úmluvy z let 1899 a 1907. Problém těchto úmluv tkvěl právě v jejich deklaračním charakteru – jednalo se o soubor zákazů formulovaných v dobré víře neuvádějících jakoukoliv formu kontroly, nebo trestů v případě porušení smluv. To umožňovalo různým stranám předválečného světa bezproblémový vývoj biologických zbraní.
První, kdo využil zbraně hromadného ničení (jak biologické, tak chemické) byla německá armáda během první světové války. Oproti zbraním biologickým došlo k daleko více devastujícím výsledkům díky využití chemických zbraní, a proto došlo ve snahách o regulaci k určité fúzi. Ženevské protokoly proto „zakazují používat ve válce dusivé, jedovaté a jiné plyny a všechny podobné kapaliny, látky a přístroje, stejně jako bakteriologické potřeby“ (Protocol Geneva, 1925). Dokument 17. června 1925 podepsalo celkem 38 států a i když znamenal první větší krok k biologickému i chemickému odzbrojení, obsahuje hned několik slabin. Ženevské protokoly totiž pouze zakazují využití chemických a biologických prostředků ve válce, nikoliv však jejich výrobu, vývoj, skladování, předávání aj. Právě vzhledem k vágnosti tohoto textu došlo k řadě výhrad vůči protokolům. I přesto nedošlo v meziválečném období na půdě Společnosti národů k jakémukoliv pokusu o zdokonalení dokumentu.
V meziválečném období různé země zkoumaly možnost využití biologických zbraní ve válce. Pravděpodobně nejvýznamnější byla japonská Jednotka 731 (oficiální název: Army Epidemic Prevention Research Laboratory) založená roku 1932. Japonští vědci vystavili vězně různým druhům experimentů od bakterií a virů po chemické plyny. Neléčené subjekty pak podrobili výzkumu a sledovali efekty aplikovaných látek. Výsledky výzkumu poté využili k vynálezům bomb k rozšiřování patogenů, infekcí apod. Počet obětí se uvádí v tisících, včetně několika japonských vojáků. Po druhé světové válce byla Spojenými státy americkými velitelům Japonské Jednotky 731 udělena imunita za poskytnutí znalostí, získaných výše pomocí výše zmíněných experimentů.

### Poválečné formování smluv o odzbrojení
Po druhé světové válce OSN vyzvalo členské státy k likvidaci veškerých zbraní hromadného ničení, tedy včetně zbraní biologických a chemických, jak v roce 1948 potvrdila Komise pro konvenční výzbroj. Výzva však nevyvolala jakoukoliv aktivitu členských států a o likvidaci chemických a biologických zbraní se stále jen jednalo v kontextu všech zbraní hromadného ničení bez učinění jakýchkoliv podstatných kroků.
První jednání vyčleňující chemické a biologické zbraně jako samostatný problém se konalo na zasedání Výboru osmnácti zemí o odzbrojení roku 1968, i přes evidentní zájem mocností však stále nedocházelo k formování konkrétní podoby zákazu daných zbraňových kategorií. Roku 1969 předložila Velká Británie spolu s několika dalšími zeměmi Výboru osmnácti návrh smlouvy zakazující pouze biologické zbraně. Panovala totiž představa, že takové odzbrojení je mnohem jednodušší, protože biologické zbraně neměly ve válce takové zastoupení a porušování případných smluv by nenabízelo zúčastněným tak značnou vojenskou výhodu, jako právě zbraně chemické. Státy Výboru patřící mezi socialistické, neutrální, či nezúčastněné s návrhem Velké Británie zpočátku nesouhlasily a nadále prosazovaly odzbrojování. Jejich názor se změnil poté, co se USA 25. listopadu 1969 přihlásily k oddělenému jednání o zákazu biologických zbraní v případě, že postupně dojde k zákazu i chemických zbraní.
Úmluva o zákazu vývoje, výroby a hromadění zásob bakteriologických (biologických) a toxinových zbraní a o jejich zničení byla schválena Valným shromážděním OSN 16. prosince 1971 a v platnost vstoupila 26. března 1975.
*Protocol, G. (1925). Protocol for the prohibition of the use in war of asphyxiating, poisonous or other gases, and of bacteriological methods of warfare. Signed at Geneva, June, 17

## Konference
Na ustavující konferenci v roce 1972 se zakládající členové shodli na systému hodnotících konferencích, které měli probíhat každých pět let (nakonec tomu bylo takto: 1980,1986,1991, 1996, 2001–2002, 2006, 2011). Tyto konference mají za úkol doplňování původního dokumentu za účelem jeho aktualizace z hlediska pokroku ve vědeckých kruzích a kvůli eliminaci nedostatků. Již od začátku totiž bylo zřejmé, že přijatý dokument bude mít určité nedostatky, jako například chybějící nástroj kontroly dodržování úmluvy (jak dohlédnout na skutečné dodržování úmluvy). Dále nebyla jasně vymezena oddělující hranice mezi běžným vědeckým výzkumem a vědeckou činností, která by již mohla být brána jako vývoj biologických zbraní (je velmi těžké odlišit běžný vědecký výzkum od výzkumu určeného pro vojenské účely).
Na první konferenci v roce 1980 v Ženevě proběhlo nejprve zhodnocení uplynulých pěti let, dále se debatovalo o průběhu budoucích jednání a o potřebě vybudování vzájemné důvěry. Členské státy se shodly na budoucí výměně informací, která měla v budoucnosti tvořit velmi důležitý aspekt plnění úmluvy.
Druhá konference se odehrála v roce 1986 opět v Ženevě. Hlavní diskuze se vedla ve znamení toho, jak stanovit již zmíněnou hranici ve vědeckém výzkumu (tedy jak zabránit zneužití vědeckého a technického pokroku). Panovala všeobecně optimistická nálada, protože se očekávalo, že se po konci studené války (jejíž konec se v tomto období blížil) zlepší výměna informací mezi státy. V návaznosti na tuto skutečnost se ustanovila tzv. CBM, v rámci které se státy zavázaly ke vzájemnému každoročnímu sdílení informací, které se týkají úmluvy o zákazu bio. zbraní. Avšak ze začátku CBM podepsala jen část členů úmluvy, a až později se přidávaly další. Za Českou republiku hlášení do CBM vytváří SUJB (Státní úřad pro jadernou bezpečnost).
Na třetí konferenci konané v roce 1991 se uskutečnilo rozšíření CBM (vzájemná výměna informací a dat týkajících se výzkumu v laboratořích a národního zájmu v biologickém výzkumu z hlediska obrany), stále pod to však bylo podepsáno málo členských států, a to z důvodů, že tato problematika nebyla účinně zakotvena do úmluvy (a proto nebyla brána příliš vážně). V následujících jednáních se ustanovila další kontrolní skupina pro posilnění úmluvy – Ad hoc group of governmental experts (Verex). V následující letech 92-93 se tato skupina pravidelně setkávala za účelem diskuze o kritériích, která by hodnotila legálnost biologických výzkumů, náklady na uvedení těchto verifikačních metod do praxe a další praktické záležitosti. Stále však tento soubor nástrojů nebyl zcela uveden do reálného provozu.
Čtvrtá konference (1996) návrh skupiny Ad hoc uvítala. Byl zde také kladen důraz na urychlení jednání o posílení BTWC.
Pátá konference se uskutečnila 2001–2002. Na konci roku 2001 se ještě více zkomplikoval proces posilnění úmluvy. Krátce před koncem konference, zastupitelé USA navrhli rozpuštění Ad hoc skupiny, díky čemuž by nedošlo ke schválení kroků, které se vládě USA nezamlouvaly. Díky tomuto, byla konference odložena na rok 2002. Postoj vlády USA se však nezměnil. Proto se vzájemná dohoda na uvedení verifikačních nástrojů stala neuskutečnitelnou.
V roce 2006 se konala šestá konference, zde se v jejím rámci projednávala další konkrétní témata. Avšak tato ani následující sedmá konference konající se v roce 2011, nepřinesly nějaký hmatatelný posun (více v následující kapitole).

## Současné trendy a vývoj
Stále rychle postupující vývoj a výzkum má za následek nové výzvy i potenciální problémy ohledně biologických zbraní. Do střetu se tak dostávají dvě teze. Jedna kladoucí důraz na dodržování článků úmluvy a snahu zabránit používání biologických zbraní a druhá kladoucí důraz na další vývoj a nové technologie, jejíž rozvíjení by neměla úmluva bránit. Státy by se měly snažit udržovat rovnováhu mezi oběma přístupy. Tlak na některé články úmluvy souvisí také s prudkým nárůstem tzv. „life sciences“ jako je například biomedicína, které se dostávají do popředí výzkumů.
Společně s databází přichází do obecného povědomí také důležitost soukromého sektoru pro transport technologií i informací.

### Hrozby
Již od první konference, kde byla Úmluva přijata, bylo jasné, že problém a případnou hrozbu bude představovat rozlišování vědeckého výzkumu a vědeckého výzkumu pro vojenské účely, kde dojde k výrobě biologických zbraní. Státy počítali také s tím, že se postupem času na následujících konferencích ustanoví kontrolní mechanismy, které ovšem stále nejsou zakotveny v konvenci. Během let studené války panovalo všeobecné napětí a nedůvěra v dodržování úmluvy zejména ze strany SSSR, po konci studené války nastalo uvolnění a všeobecný optimismus, který se projevil ve snaze lepší komunikace mezi státy a s tím související výměny informací. Určitým vyústěním byla snaha zavést verifikační protokol, proti němuž se postavily zejména rozvojové a nedemokratické země, např. Írán, Čína, ale také USA. Pro byly naopak státy Evropské unie. Optimismus devadesátých let se nepotvrdil a po neschválení verifikačního protokolu jsou nové revize úmluvy opět v nedohlednu a poslední konference také nepřinesly žádné výrazné změny.
Do popředí se ovšem také dostává hrozba zneužití informací nestátními aktéry, na které se nevztahuje Úmluva o zákazu biologických zbraní. Jedná se o tzv. bioterorismus, který spočívá v použití biologických zbraní za účelem vyvolání teroru skupinami, které nejsou politicky ani ideologicky spojeny s nějakým státem a jeho vládou. Tito bioteroristé se od běžných teroristů odlišují pouze specializací na útoky biologickými zbraněmi, cíl zůstává většinou stejný. Organizace skupiny vyžaduje navíc odborníka na kultivaci virů a bakterií, chemika a další profese s tím spojené.
V neposlední řadě si některé státy nedůvěřují navzájem a nechtějí poskytnout informace a technologie, protože daný stát pro ně představuje hrozbu nebo pro ně tyto citlivé údaje představují národní zájem a jejich předání dále chápou jako narušení státní suverenity.

### Závěr
Trendy se v současné době vyvíjejí tak, že stále více volají po užším dialogu mezi státními činiteli a zákonodárci, kteří jsou odpovědni za bezpečnost státu s vědci a vývojáři nových technologií. K tomuto účelu by také měla vzniknout nová platforma pro diskuzi a rozvíjení kooperace. Dále je požadována kompletní databáze, ke které budou mít přístup pouze členské státy. Ty by zároveň neměli bránit podepsání Úmluvy dalšími státy, které se chtějí připojit k tomuto společenství. Úmluva z roku 1972 je stále platná, bohužel její další vývoj trvá podstatně déle v porovnání s ostatními důležitými smlouvami. Hlavním cílem je nyní lepší ukotvení úmluvy v mezinárodním právu a systém sankcí pro jednotlivé členy za její porušení.